# 白筋症
白筋症（はくきんしょう、英: white muscle disease）とは牛、馬、豚、羊および家禽でみられる栄養性筋ジストロフィー。セレンあるいはビタミンEの欠乏に起因する。症状は甚急性型では心筋変性による急死、急性型では運動障害、循環器、呼吸器の機能障害を示す。血液検査では、α-トコフェロール、グルタチオンペルオキシダーゼ活性の低下、AST、ALT、CPK、LDH活性の上昇が認められる。治療にはセレンおよびビタミンEの投与を行うが、甚急性型では治療効果はほとんどない。